# Сицкий, Андрей Данилович
Князь Андрей Данилович Сицкий (?—1644) — голова и воевода во времена правления Фёдора Ивановича, Бориса Годунова, Смутное время и во времена правления Михаила Фёдоровича.
Из княжеского рода Сицкие. Сын князя Данилы Юрьевича Сицкого (ум. 1575). Имел брата, князя и стольника Ивана Даниловича.

## Биография
В 1590—1595 годах исполнял обязанности стольника при государевом столе. В 1596 году, по указу Государя, ездил со столом к персидскому послу. В 1598 году подписался под грамотой на избрание в цари Бориса Годунова, голова в государевом походе в Серпухов, в связи с крымской угрозою. В 1600 году первый воевода в Данкове. В мае 1606 года на свадьбе Лжедмитрия I и Марины Мнишек был пятым в свадебном поезде. В 1622—1623 годах воевода в Нижнем Новгороде. В 1625 году на первом бракосочетании царя Михаила Фёдоровича и княжны Марии Владимировны Долгоруковой стоял у изголовья царицы. В 1626 году, на втором бракосочетании царя Михаила Фёдоровича и Евдокии Лукьяновны Стрешневой стоял у места новобрачных. В 1627—1629 годах записан в Боярской книге московским дворянином.
Умер в 1644 году, приняв постриг с именем Авраам. Женат на княжне Феодоре, в инокинях Феодосия.
По родословной росписи показан бездетным.

## Критика
По родословным книгам М. Г. Спиридова и А. Б. Лобанова-Ростовского, князь Андрей Данилович показан бездетным.
В родословной книге из собрания М. А. Оболенского показано, что князь Юрий Фёдорович Меньшой Сицкий имел сына князя Данила Юрьевича, у которого был сын князь Андрей Данилович, который в свою очередь имел сына Юрия Андреевича, который у царя и великого князя Михаила Фёдоровича был в боярах. А. Б. Лобанов-Ростовский приписывает князя Юрия Андреевича, сыном боярина № 22 Андрея Васильевича Сицкого по прозванию Жукла.